# B.o.B

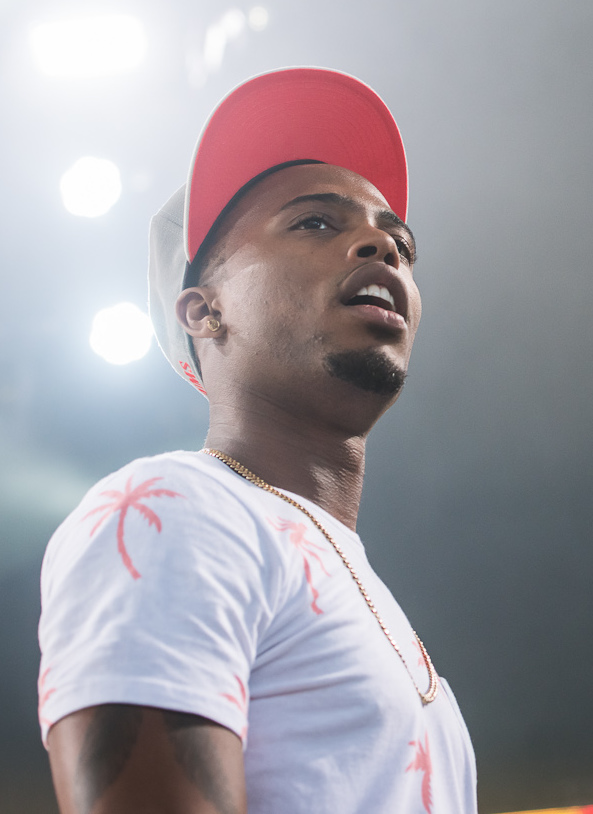
B.o.B (2013)

B.o.B (* 15. November 1988 in Winston-Salem, North Carolina; bürgerlich Bobby Ray Simmons Jr.) ist ein US-amerikanischer Rapper und Musikproduzent. Er steht beim Label Atlantic Records unter Vertrag. Der weltweite Durchbruch gelang ihm 2010 mit der Single Nothin’ on You.

## Leben

### Kindheit
Bobby Ray Simmons Jr. wurde 1988 im US-Bundesstaat North Carolina geboren und wuchs in Georgia auf. Bereits in seiner Kindheit spielte er Trompete, später kamen Gitarre, Cello und Klavier hinzu. Während er in der High School war, gründete er eine eigene Produktion namens Klinic. Als er 15 Jahre alt war, verkaufte er einen seiner eigenen Beats an Citty, einen Künstler des Labels Slip-N-Slide Records.

### Internationaler Durchbruch mitB.o.B Presents: The Adventures of Bobby Ray
Simmons’ erste kommerziell erfolgreiche Single war Nothin’ on You (2010), die er zusammen mit dem Singer/Songwriter Bruno Mars aufnahm. Sie wurde in den Niederlanden und den USA ein Nummer-1-Hit und erhielt in den USA zudem Platin. In weiteren Ländern wie Australien und Neuseeland erreichte der Song die Top 10 der Charts, in den deutschen Singlecharts war die beste Platzierung Rang 22. Das Musikvideo des Songs, das aus einer Art Collage von Gesichtern verschiedener Frauen sowie Simmons und Bruno Mars besteht, wurde für die MTV Video Music Awards 2010 in der Kategorie „Best Pop Video“ nominiert.
Sein Debütalbum B.o.B Presents: The Adventures of Bobby Ray sollte ursprünglich bereits am 25. März 2010 veröffentlicht werden, kam aber wegen des kommerziellen Erfolgs seines Liedes Nothin’ on You erst am 27. April 2010 auf den Markt. Das Album erschien unter dem Label des Rappers T.I., Grand Hustle Records und enthält neben den Kollaborationen mit Bruno Mars, Hayley Williams und Eminem Features der Musiker Lupe Fiasco, Playboy Tre, Rivers Cuomo, Ricco Barrino, Janelle Monáe und T.I. Mit 84.000 verkauften Alben in der ersten Woche ist Simmons der 13. männliche Solo-Interpret, der es schaffte, mit einem Debütalbum den ersten Platz der US-amerikanischen Billboard 200 zu erreichen.

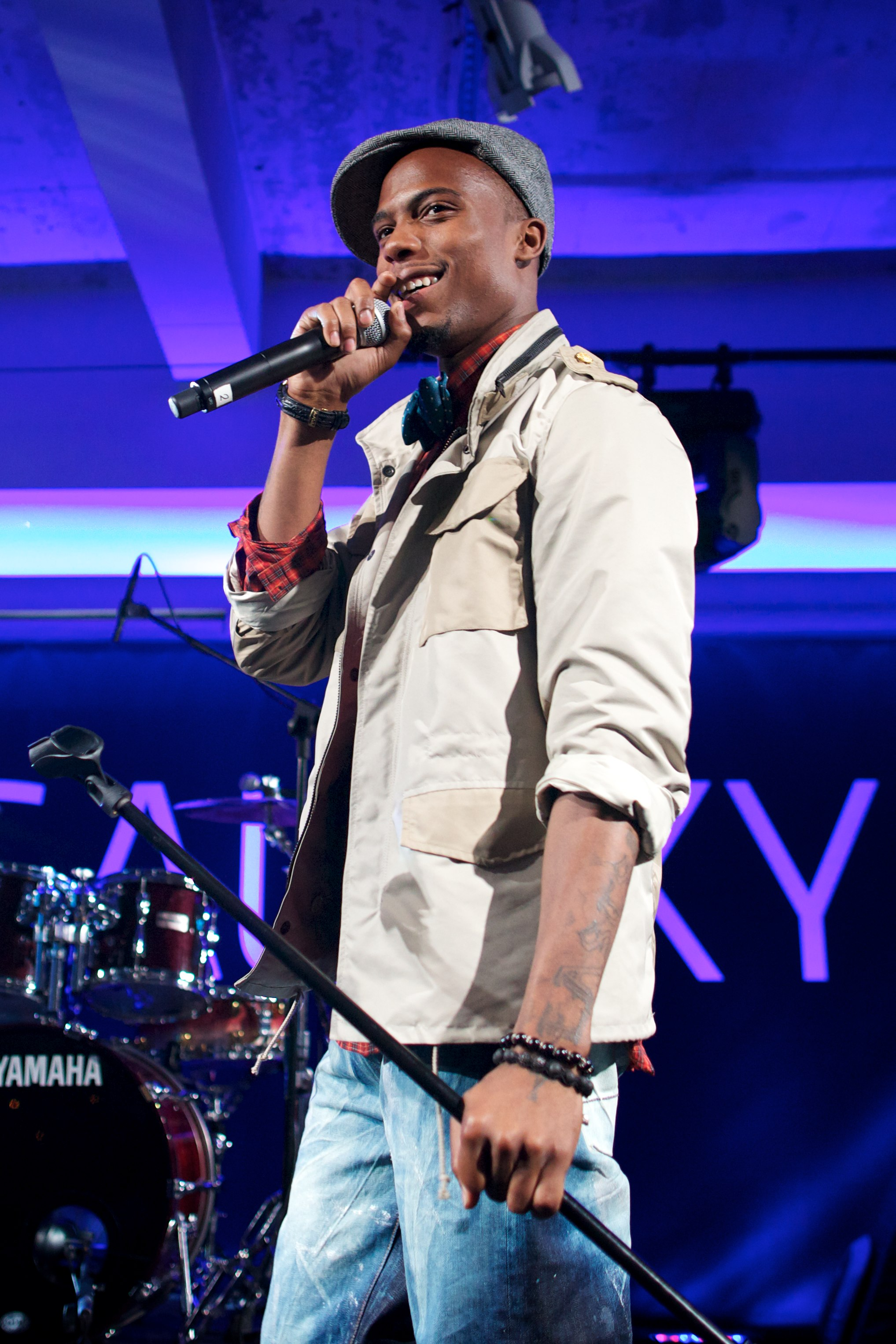
B.o.B. (2010)

Die Rezensionen zum Album waren zwar sehr unterschiedlich, aber überwiegend positiv: Paul MacInnes von der Zeitung The Guardian gab dem Album nur zwei von fünf möglichen Sternen mit der Begründung, dass ihm trotz vieler Piano-Passagen der Soul fehle. Todd Martens von der Los Angeles Times hingegen erkannte in dem Album, dem seiner Meinung nach die Vom-Tellerwäscher-zum-Millionär-Phrase anhaftet, Züge des jungen Kanye West und bewertete es mit drei von vier möglichen Sternen. Noch positiver sah die Musikredaktion der Tageszeitung USA Today das Werk, hier wurde es mit dreieinhalb von vier Sternen bewertet und mit dem Kommentar „Beyond Hip-Hop boundaries“ (etwa: „Über die Grenzen des Hip-Hops hinaus“) versehen.
Am 13. April 2010 erschien als zweite Singleauskopplung von B.o.B Presents: The Adventures of Bobby Ray die Single Airplanes. Neben Simmons wirkten an ihr noch Hayley Williams, die Frontfrau der US-amerikanischen Band Paramore und der Rapper Eminem mit. In der Radio-Edition des Songs ist neben Simmons allerdings nur Williams zu hören. Der Song konnte an den Erfolg von Nothin’ on You anknüpfen und erreichte neben Platz zwei in den USA Platz eins in Großbritannien. In Deutschland war er noch deutlich erfolgreicher als Nothin’ on You und erreichte Platz acht der Singlecharts. Airplanes wurde in vier Kategorien für die MTV Video Music Awards 2010 nominiert, bei denen Simmons, Williams und Mars zudem ein Medley aus verschiedenen Liedern vortrugen.

### Kontroversen
Anfang 2016 erregte Simmons dadurch Aufmerksamkeit, dass er über seinen Twitter-Account die Meinung äußerte, die Erde sei flach, und startete eine fehlgeschlagene Crowdfunding-Kampagne. Außerdem bezog er sich auf verschiedene andere Verschwörungstheorien und rief seine Fans dazu auf, sich mit den Werken des Holocaustleugners David Irving auseinanderzusetzen.

## Name
Obwohl Simmons den Künstlernamen B.o.B trägt, den er laut eigener Aussage eines Abends von einem Freund bekam, legt er selbst nicht fest, ob er von Medien und Fans B.o.B oder Bobby Ray genannt werden soll. Dies wurde auch bei der Benennung seines Albums B.o.B Presents: The Adventures of Bobby Ray deutlich. In einem Interview sagte er, dass seine älteren, eher unbekannten Mixtapes eher nach B.o.B klängen als die aktuellen Titel.

## Musikstil
Laut eigener Aussage wurde Simmons heutiger Musikstil von Künstlern wie OutKast, Björk, Gnarls Barkley oder Goodie Mob und den Musikgruppen Foo Fighters, My Chemical Romance und Coldplay beeinflusst. Diese Interpreten stammen aus verschiedenen Genres, was er folgendermaßen kommentiert:

„Ich will den Leuten zeigen, dass es endlos viele Dinge gibt, die man machen kann.“

Kritiker sehen seinen Musikstil ähnlich abwechslungsreich:

„Bobby Ray […] mischt […] gerne verschiedene Styles, wodurch seine Tracks vergleichsweise poppig klingen und mit Straßenrap rein gar nichts zu tun haben. […] Das Vermischen von Stilen ist freilich nicht neu und stößt bei Puristen in der Regel auf Ablehnung. Trotzdem liefert B.O.B. interessante Ansätze ab, mit denen dem Genre ein paar Impulse eingehaucht werden, die es dringend nötig hat.“

## Diskografie
Studioalben

| Jahr | Titel                                       | Höchstplatzierung, Gesamtwochen, AuszeichnungChartplatzierungen (Jahr, Titel, Platzierungen, Wochen, Auszeichnungen, Anmerkungen) | Höchstplatzierung, Gesamtwochen, AuszeichnungChartplatzierungen (Jahr, Titel, Platzierungen, Wochen, Auszeichnungen, Anmerkungen) | Höchstplatzierung, Gesamtwochen, AuszeichnungChartplatzierungen (Jahr, Titel, Platzierungen, Wochen, Auszeichnungen, Anmerkungen) | Höchstplatzierung, Gesamtwochen, AuszeichnungChartplatzierungen (Jahr, Titel, Platzierungen, Wochen, Auszeichnungen, Anmerkungen) | Höchstplatzierung, Gesamtwochen, AuszeichnungChartplatzierungen (Jahr, Titel, Platzierungen, Wochen, Auszeichnungen, Anmerkungen) | Anmerkungen                                                 |
| Jahr | Titel                                       | DE | AT | CH | UK | US | Anmerkungen                                                 |
| ---- | ------------------------------------------- | --- | --- | --- | --- | --- | ----------------------------------------------------------- |
| 2010 | B.o.B Presents: The Adventures of Bobby Ray | DE93 (1 Wo.)DE | — | CH47 (15 Wo.)CH | UK17 Gold · (18 Wo.)UK | US1 ×2Doppelplatin · (39 Wo.)US                                                                                                   | Erstveröffentlichung: 27. April 2010 Verkäufe: + 2.165.000  |
| 2012 | Strange Clouds                              | DE46 (1 Wo.)DE | AT64 (1 Wo.)AT | CH23 (6 Wo.)CH | UK30 (3 Wo.)UK | US5 Platin · (23 Wo.)US | Erstveröffentlichung: 27. April 2012 Verkäufe: + 1.007.500  |
| 2013 | Underground Luxury                          | — | — | — | — | US22 Gold · (12 Wo.)US | Erstveröffentlichung: 17. Dezember 2013 Verkäufe: + 500.000 |
| 2015 | Psycadelik Thoughtz                         | — | — | — | — | US97 (1 Wo.)US | Erstveröffentlichung: 14. August 2015                       |
| 2017 | Ether                                       | — | — | — | — | US179 (1 Wo.)US | Erstveröffentlichung: 12. Mai 2017                          |

## Auszeichnungen & Nominierungen
- Teen Choice Awards
  - 2010: für „Hook Up Song“ (Airplanes) (Gewonnen)

- BET Awards
  - 2010: für „Best Male Hip-Hop Artist“
  - 2010: für „Best Collaboration“ (Nothin’ On You) (mit Bruno Mars)
  - 2010: für „Video of the Year“ (Nothin’ On You) (mit Bruno Mars)

- BET Hip Hop Awards
  - 2010: für „People’s Champ Award“
  - 2010: für „MVP of the Year“
  - 2010: für „Track of the Year“ (Airplanes) (mit Hayley Williams)
  - 2010: für „Made-Man-Look Award“
  - 2010: für „Perfect Combo Award“ (Nothin’ On You) (mit Bruno Mars)
  - 2010: für „Best Hip-Hop Video“ (Nothin’ On You) (mit Bruno Mars)
  - 2010: für „CD of the Year“ (B.o.B Presents: The Adventures of Bobby Ray)

- Suckerfree Summit
  - 2010: für „Instant Classic“ (Nothin’ on You) (mit Bruno Mars)

- Teen Choice Awards
  - 2010: für „Music Star Male“
  - 2010: für „Breakout Artist Male“
  - 2010: für „Album Rap“ (B.o.B Presents: The Adventures of Bobby Ray)
  - 2010: für „Best Summer Song“ (Airplanes) (mit Hayley Williams)
  - 2010: für „Best Single“ (Nothin’ On You) (mit Bruno Mars)

- MTV Video Music Awards
  - 2010: für „Best Pop Video“ (Nothin’ On You) (mit Bruno Mars)
  - 2010: für „Best Male Video“ (Airplanes) (mit Hayley Williams)
  - 2010: für „Best Hip-Hop Video“ (Airplanes) (mit Hayley Williams)
  - 2010: für „Video of the Year“(Airplanes) (mit Hayley Williams)
  - 2010: für „Best Collaboration“(Airplanes) (mit Hayley Williams)